# Šinčaj
Šinčaj (azerski: Şin çayı, ruski: Шинчай) je rijeka u Azerbajdžanu. Duga je 36 kilometara. Izvire na Kavkazu. Desna je pritoka rijeke Murdarčaj.